# 무반동총

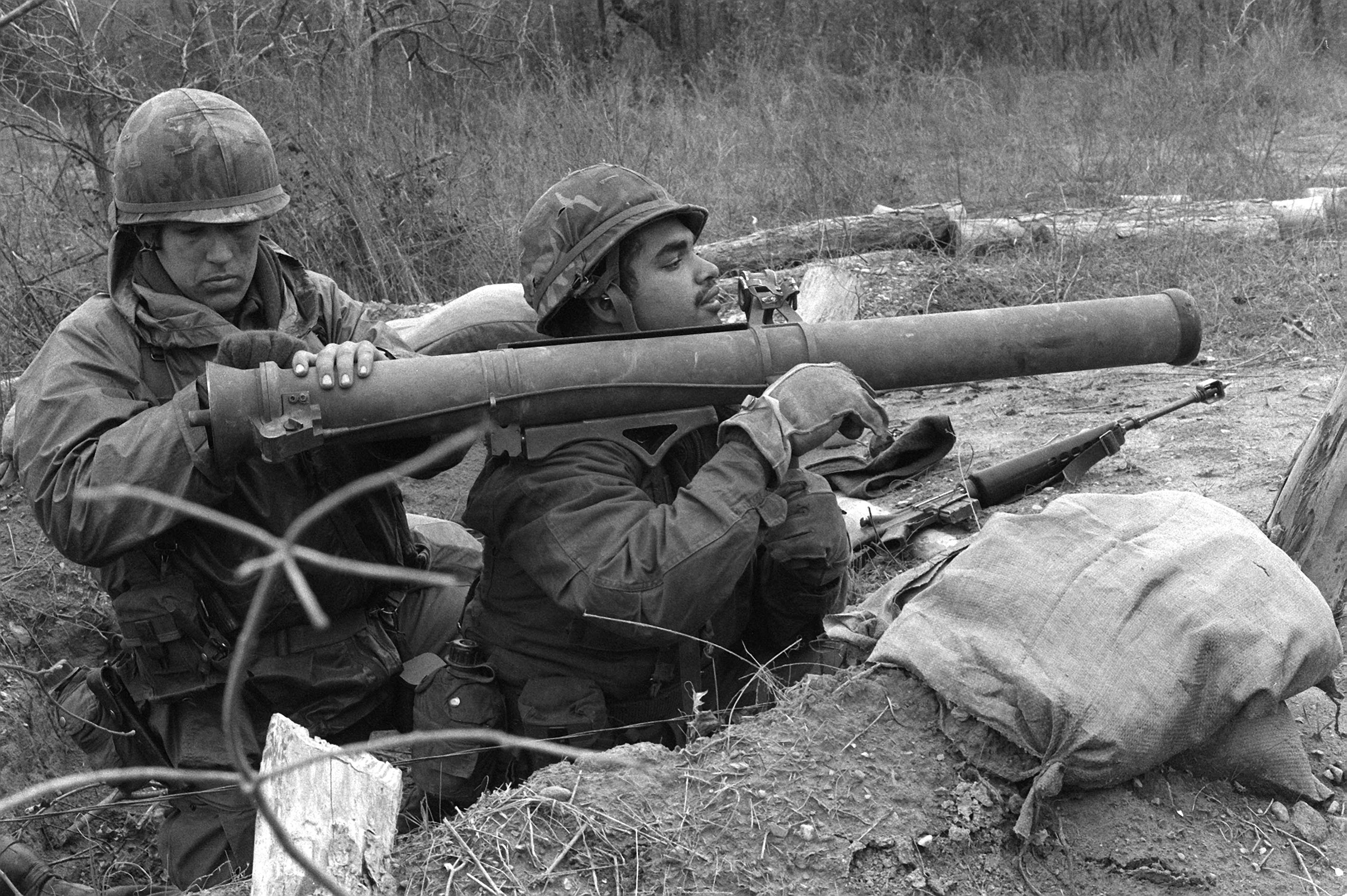
M67 무반동총.

무반동총의 작동 원리 및 방법. (영문)

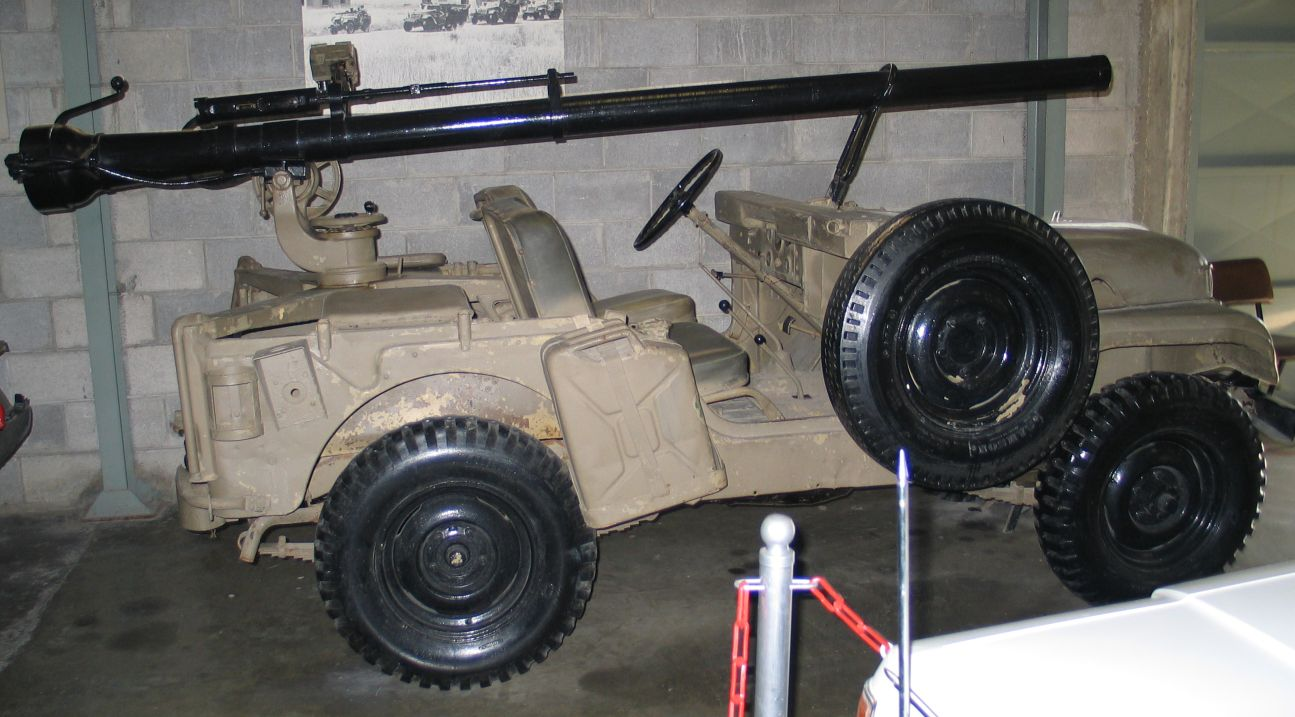
지프에 탑재된 무반동총.

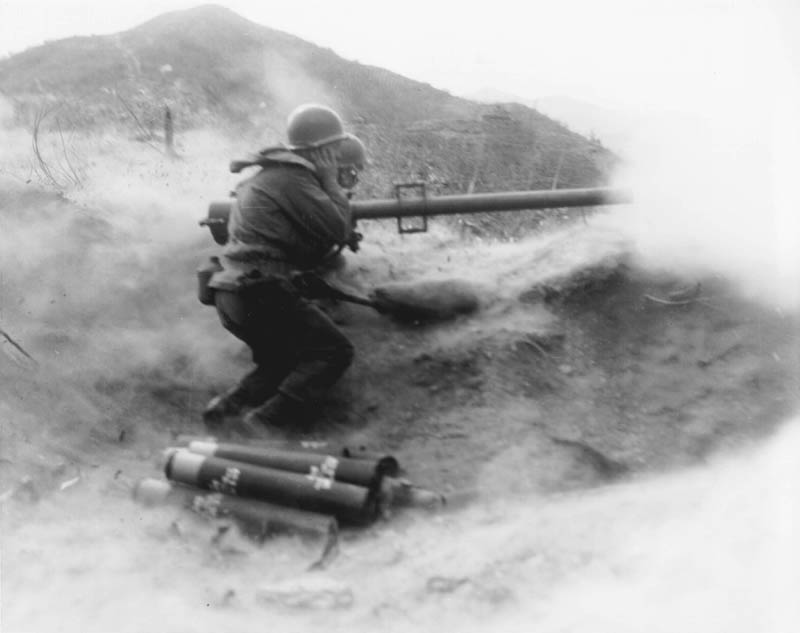
무반동총 발사 순간.

무반동총(無反動銃, 영어: recoilless rifle) 또는 무반동포(無反動砲)는 총신(포신)의 반동을 없애기 위해 탄알(포탄)이 앞으로 나가는 힘과 장약에 의한 가스가 뒤로 나가는 힘이 같도록 설계한 총포이다.
이러한 종류의 무기는 제2차 세계 대전 때 처음으로 실전에 쓰일 정도로 개발되어 투입되었다. 보통 대전차 무기의 역할을 하였다. 무반동총은 대포형의 탄을 발사할 수 있었는데, 비록 대부분의 무반동총은 더 큰 탄을 근거리에 저속도로 발사하는 데 쓰였지만 보통의 경량 대포에 필적할 만한 사정 거리와 탄환 속도를 지닌 경우도 있었다. 반동이 거의 없었기 때문에 일부는 어깨에 견착시켜 사용되기도 하였지만, 무반동총의 대다수는 가벼운 삼각대에 붙여 사용하는 종류였으며, 해체 후 한 명의 병사가 운반할 수 있는 정도의 크기 및 무게로 제조되었다.

## 한국어 명칭
무반동총은 대한민국 국군의 공식 용어이다. 무반동총 대신 무반동포라고 불러야 한다는 견해가 있다. 무반동총의 구경이 총포를 구분하는 기준인 구경 20mm을 넘기 때문이다. 영어: rifle을 흔히 소총이라 번역하기에, 영어: recoilless rifle 역시 무반동총으로 번역된 것으로 보이는데, 여기서 rifle은 총을 의미한다기 보다는 강선포를 말한다는 것이다.

## 대한민국 국군
한국전쟁 당시 57mm 무반동총을 미군으로부터 인수하여 사용하기 시작했으며 그 뒤, 90mm와 106mm 구경의 무반동총도 도입하였다. 106mm 무반동총은 차량으로 운반한다. 현대에 이르러서는 장갑차량의 방호력 증대로 인해 무반동총의 대전차화기로서의 의미는 퇴색되었고, 인마살상용 무기로 사용된다. 90mm 무반동총은 대대급 대전차 화기로, 106mm 무반동총은 연대급 대전차 화기로 사용된다.

## 조선인민군
조선인민군에서는 비반충포(非反衝砲)라고 부르며 경우에 따라서는 분대단위에도 편제되어 있다.

## 같이 보기
- M40 무반동총
- M67 무반동총